# Walter Deffaa
Walter Deffaa (* 12. August 1951) ist ein deutscher ehemaliger EU-Beamter und war Generaldirektor der Generaldirektion Regionalpolitik. Zuvor leitete er die Generaldirektion Steuern und Zollunion und den Internen Auditdienst.

## Leben
Deffaa studierte Wirtschaftswissenschaften an der Universität Tübingen und der Technischen Universität Berlin. Er wurde 1981 an der Universität Hohenheim mit einer Arbeit über „Anonymisierte Befragungen mit zufallsverschlüsselten Antworten“ promoviert.
Er trat 1983 in den Dienst der Europäischen Union. Zuvor war er als Berater für das Bundeskanzleramt und die nordrhein-westfälische Staatskanzlei tätig. Nach zahlreichen Posten in der Kommission (u. a. als Kabinettchef von Monika Wulf-Mathies 1997–1999) übernahm er 2004 die Leitung des Auditdienstes und wechselte 2009 an die Spitze der Generaldirektion Steuern und Zollunion. Seit Februar 2012 war Deffaa Generaldirektor für Regionalpolitik. Zum 1. September 2016 trat er in den Ruhestand, sein Nachfolger wurde Marc Lemaître.